# Lophocebus johnstoni
Lophocebus johnstoni är en primat i familjen markattartade apor som förekommer i centrala Afrika. Populationen listades en längre tid som underart eller synonym till Lophocebus albigena och sedan början av 2000-talet godkänns den av flera zoologer som art.
Hannar är med en kroppslängd (huvud och bål) av 54 till 62 cm, en svanslängd av 82 till 94 cm och en vikt av cirka 8,2 kg större än honor. Honor blir utan svans 44 till 64 cm långa, svanslängden är 74 till 90 cm och vikten ligger vid 6,1 kg. Kroppen är täckt av mörkbrun till svartaktig päls. Arten har ingen tydlig man kring axlarna vad som skiljer den från andra släktmedlemmar. Andra kännetecken är ljusa hår vid kinderna och långa ögonbryn. Exemplar med vit päls (albino) är ganska vanliga.
Arten förekommer i norra och östra Kongo-Kinshasa samt i angränsande regioner av Kongo-Brazzaville, Rwanda och Uganda. Den lever i olika slags skogar och klättrar främst i träd.
Individerna är dagaktiva och bildar flockar med 6 till 21 medlemmar. Ibland förekommer blandade flockar med andra primater.
Lophocebus johnstoni jagas för köttets skull (bushmeat). Den listas inte än av IUCN. Ett verk som har artiklar om flera primater föreslår att den listas som nära hotad (NT).